# Шепетівська армійська група
Шепетівська армійська група (рос. Шепетовская армейская группа) — армійська група радянських військ, що діяла у складі Українського фронту за часів вторгнення в Польщу.

## Історія
16 вересня 1939 року, напередодні початку вторгнення СРСР до Польщі, в місті Шепетівка управління Житомирської АГр Київського особливого військового округу було перейменовано в управління Шепетівської армійської групи Українського фронту.
З 17 вересня армійська група брала участь у військовому поході з метою окупації Західної України. Цього ж дня 36-та легка танкова бригада 8-го стрілецького корпусу і розвідувальний батальйон 45-ї стрілецької дивізії 15-го стрілецького корпусу вступили в місто Луцьк. Зранку 18 вересня 36-та легка танкова бригада увійшла в місто Дубно. 20 вересня Шепетівська армійська група перейменована на Північну армійську групу. Війська продовжували виконувати визначені завдання.

## Шепетівська армійська група
| Сформована                             | У складі          | Час існування        | Бойовий шлях битви, операції, бої | Бойовий шлях битви, операції, бої | Склад                                   | Подальша доля               | Командувачі      |
| Сформована                             | У складі          | Час існування        | Оборонні                          | Наступальні                       | Склад                                   | Подальша доля               | Командувачі      |
| -------------------------------------- | ----------------- | -------------------- | --------------------------------- | --------------------------------- | --------------------------------------- | --------------------------- | ---------------- |
| шляхом перейменування Житомирської АГр | Український фронт | 16 — 18 вересня 1939 | Не брала участі                   | Польський похід                   | 15-й ск, 8-й ск 5-й УР, 7-й УР, 15-й УР | перетворена на Північну АГр | Совєтніков І. Г. |

## Командувачі
- комдив Совєтніков І. Г. (16 — 18 вересня 1939).